# ابراهیم کندی علیا
ابراهیم کندی علیا یک روستا در ایران است که در بخش اسلام‌آباد واقع شده‌است. ابراهیم کندی علیا ۳۲۰ نفر جمعیت دارد.